# AS Real Bamako
Die Association Sportive du Real Bamako, allgemein als Real Bamako bekannt, ist ein malischer Fußballklub mit Sitz in Bamako. Er spielt in der malischen Première Division, der höchsten Liga des malischen Fußballs. Sein Heimatstadion ist das Stade Modibo Keïta. Der Verein gewann in Mali sechsmal die nationale Meisterschaft und gehört damit zu den erfolgreichsten Vereinen des Landes. Die Klubauswahl ist unter dem Spitznamen die Skorpione bekannt, nach dem Tier, welches auch das Wappen des Klubs ziert.
Zu den erfolgreichsten Spielern von Real Bamako gehörte Salif „Domingo“ Keïta (1963–67), der später während seiner Zeit bei AS Saint-Étienne in Frankreich drei Meisterschaften und die Auszeichnung als Afrikas Fußballer des Jahres (1970) gewann.

## Erfolge
- Malische Meisterschaft
  - Meister (6): 1969, 1980, 1981, 1983, 1986, 1991

- Malischer Pokal
  - Sieger (10): 1962, 1964, 1966, 1967, 1968, 1969, 1980, 1989, 1991, 2010

- CAF Champions League
  - Finalist: 1966

## Bekannte Spieler
- Salif Keïta (1963–1965, 1966–1967)
- Diadie Samassékou (2013–2015)